# سوفی آدلرسپیر
سوفی آدلرسپیر (انگلیسی: Sophie Adlersparre؛ ۶ ژوئیه ۱۸۲۳ – ۲۷ ژوئن ۱۸۹۵ (۷۱ ساله)) فعال حقوق زنان، و سردبیر روزنامه اهل سوئد بود.
وی همچنین برندهٔ جوایزی همچون ایلیس کواروم شده است.
سوفی آدلرسپیر، با نام مستعار اسلد، یک فمینیست، نویسنده و ناشر سوئدی بود که از پیشگامان جنبش حقوق زنان در سوئد در سدهٔ نوزدهم میلادی به‌شمار می‌رود. او بنیان‌گذار و سردبیر نخستین مجله زنان در اسکاندیناوی با نام بررسی خانه در سال‌های ۱۸۵۹ تا ۱۸۸۵ بود؛ همچنین یکی از بنیان‌گذاران دوستان صنایع‌دستی (Handarbetets vänner) در سال‌های ۱۸۷۴ تا ۱۸۸۷؛ بنیان‌گذار انجمن فردریکا برمر (Fredrika-Bremer-förbundet) در سال ۱۸۸۴؛ و یکی از نخستین دو زنی بود که در سال ۱۸۸۵ به عضویت کمیته‌ای دولتی در سوئد درآمد.

## زندگی
سوفی آدلرسپیر با نام اصلی سوفی لی‌یونهوفوود در خانوادهٔ لی‌یونهوفوود زاده شد. پدرش بارون اریک گابریل کنوتسون لی‌یونهوفوود، سرهنگ دوم ارتش، و مادرش سوفی امه‌رنتیا هوپن‌شتت بودند. او آموزش ابتدایی خود را در خانه دید و سپس دو سال را در مدرسه آداب اجتماعی پانسیون بیورستروم (Bjurströmska pensionen) در استکهلم گذراند. او در سال ۱۸۶۹ با اشراف‌زاده‌ای به نام آکسل آدلرسپیر (۱۸۱۲–۱۸۷۹) ازدواج کرد و ناپدری پنج فرزند او شد. همسرش از فعالیت‌های اجتماعی و اصلاح‌طلبانهٔ او پشتیبانی می‌کرد.
سوفی از تحسین‌کنندگان نویسندهٔ فمینیست فردریکا برمر بود و از طریق دوستی با روزالی روس که پس از اقامت در ایالات متحده و آشنایی با جنبش حقوق زنان در سال ۱۸۵۷ به سوئد بازگشت، به فعالیت‌های فمینیستی علاقه‌مند شد. در این زمان، رمان هرتا اثر فردریکا برمر در سال ۱۸۵۶، بحث‌های عمومی گسترده‌ای دربارهٔ حقوق زنان در سوئد به راه انداخت که منجر به لغو سرپرستی قانونی مردان بر زنان مجرد و اعطای سن قانونی به آنان در سال‌های ۱۸۵۸ تا ۱۸۶۳ و تأسیس مدرسه عالی تربیت معلم زن (Högre lärarinneseminariet) در سال ۱۸۶۱ شد.

## بررسی خانه
در سال ۱۸۵۹، سوفی آدلرسپیر و روزالی روس با حمایت مالی فردریکا لیم‌نل، میزبان نشست‌های روشنفکری، مجلهٔ بررسی خانه را بنیان گذاشتند. این مجله نخستین تریبون منظم برای طرح مباحث مربوط به حقوق زنان، نقش‌های جنسیتی و فمینیسم در سوئد بود و به‌سرعت موفق شد. آدلرسپیر و روس تا سال ۱۸۶۸ به‌طور مشترک سردبیر بودند، سپس با کناره‌گیری روس، آدلرسپیر به‌تنهایی سردبیری را ادامه داد. او مقالات خود را با نام مستعار «اسلد» منتشر می‌کرد. در سال ۱۸۸۶، این مجله تعطیل شد و جای خود را به مجلهٔ داگنی داد. آدلرسپیر از ۱۸۸۶ تا ۱۸۸۸ سردبیر داگنی بود و تا سال ۱۸۹۴ عضو هیئت‌مدیرهٔ آن باقی ماند.

## فعالیت‌های فمینیستی
اگرچه در سال ۱۸۶۲ زنان در سوئد به حق رأی در انتخابات شهری دست یافتند، آدلرسپیر تمرکز خود را بیشتر بر آموزش زنان و دسترسی آنان به مشاغل حرفه‌ای معطوف کرده بود، تا زنان به استقلال مالی دست یابند. به گفتهٔ او: «زنان به کار نیاز دارند و کار به زنان».
او در سال ۱۸۶۲ کلاس‌های شبانه برای آموزش حرفه‌ای زنان راه‌اندازی کرد. در سال ۱۸۶۳ یک دفتر خدمات تایپ و دفترداری برای اشتغال زنان تأسیس نمود که به یک آژانس کاریابی موفق تبدیل شد. در سال ۱۸۶۴، تحت تأثیر سوفیا آدلرسپیر، خواهر شوهر آینده‌اش، از پارلمان سوئد درخواست کرد که زنان نیز مانند مردان اجازهٔ تحصیل در آکادمی سلطنتی هنر سوئد داشته باشند. این دادخواست منجر به اصلاحات قانونی در همان سال شد و درهای آکادمی به‌روی زنان باز شد.
در سال ۱۸۶۶ او یکی از مؤسسان کتابخانه زنان استکهلم (Stockholms läsesalong) بود، کتابخانه‌ای رایگان که هدف آن ارتقای سطح آموزش زنان و فراهم‌سازی امکانات خودآموزی برای آنان بود. هدف او از تأسیس این کتابخانه‌ها چنین بود: «برای آموزش دائمی و افقی گسترده‌تر به سوی زندگی».
او معتقد بود که آموزش زنان نه‌تنها برای فعالیت حرفه‌ای آنان، بلکه برای مشارکت فعال در جامعه ضروری است. او نوشت: «هرچه بیشتر از مشارکت زنان در اصلاح جامعه انتظار داریم، آمادگی این مشارکت باید بیشتر باشد». اصلاحات آموزشی فراوانی در همین دوره اجرا شد. پس از کمیته مدارس دخترانه ۱۸۶۶، زنان به دانشگاه (۱۸۷۰–۱۸۷۳) راه یافتند و مدارس متوسطه دخترانه از سال ۱۸۷۴ حمایت دولتی دریافت کردند. در سال‌های ۱۸۸۵ تا ۱۸۸۷، آدلرسپیر یکی از اعضای کمیته مدارس دخترانه ۱۸۸۵ بود که از سوی دولت مأمور بررسی وضعیت آموزش زنان شد. این نخستین کمیته دولتی در سوئد بود که اعضای زن داشت: سوفی آدلرسپیر و هیلدا کاسلی. افزون بر آنان، ماریا هنشن، مؤسس و مدیر مدرسه دخترانه، به‌عنوان دستیار آدلرسپیر در این پروژه همکاری می‌کرد. آدلرسپیر از سال ۱۸۸۵ به انجمن زنان نیا ایدون نیز پیوست.

## دیگر فعالیت‌ها
در سال‌های ۱۸۶۴ تا ۱۸۶۵، او در بنیان‌گذاری صلیب سرخ سوئد مشارکت داشت.
در سال ۱۸۷۴، آدلرسپیر به همراه هانا وینگه انجمن دوستان صنایع‌دستی را تأسیس کرد و تا سال ۱۸۸۷ ریاست آن را برعهده داشت. هدف این سازمان ارتقای کیفیت صنایع‌دستی زنان و افزایش اعتبار آن به‌عنوان منبع درآمد برای زنان خودکفا بود.
آدلرسپیر در صحنه ادبیات سوئد نیز فعال بود. او از تحسین‌کنندگان ویکتوریا بندیکتسون بود و در دوران فعالیتش از سلما لاگرلوف به‌صورت مالی پشتیبانی کرد. در سال‌های پایانی زندگی، مشغول نگارش زندگی‌نامهٔ فردریکا برمر بود که ناتمام ماند.